# Großer Preis von Deutschland 1996
Der Große Preis von Deutschland 1996 (offiziell Grosser Mobil 1 Preis von Deutschland) fand am 28. Juli auf dem Hockenheimring in Hockenheim statt und war das elfte Rennen der Formel-1-Weltmeisterschaft 1996.

## Berichte

### Hintergrund
Nach dem Großen Preis von Großbritannien führte Damon Hill in der Fahrerwertung mit 15 Punkten vor Jacques Villeneuve und mit 37 Punkten vor Michael Schumacher. In der Konstrukteurswertung führte Williams-Renault mit 70 Punkten vor Benetton-Renault und mit 76 Punkten vor Ferrari.
Obwohl das Forti-Team an der Rennstrecke ankam, wurde keines der Autos zusammengebaut, da dem Team das Geld ausgegangen war und daher keine Motoren von Cosworth erhielt. Fortis angeblicher Investor Shannon Racing war in Wirklichkeit eine Briefkastenfirma, die über Hintermänner europaweit Anlagebetrug beging. Forti Corse wurde kurz darauf geschlossen. Somit traten nur noch zehn Teams zum Grand Prix an.
Vor dem Rennwochenende gab es einen Fahrerwechsel: Giovanni Lavaggi ersetzte für den Rest der Saison Giancarlo Fisichella bei Minardi. Für Lavaggi war es das erste Grand Prix-Wochenende seit dem Großen Preis von Italien 1995 für Pacific.
Mit Schumacher und Gerhard Berger (jeweils einmal) traten zwei ehemalige Sieger zu diesem Grand Prix an.

### Training
Vor dem Rennen fanden zwei Trainingseinheiten statt: Die erste am Freitagmorgen und die zweite am Samstagmorgen.
Im ersten freien Training am Freitag erzielte Berger mit einer Zeit von 1:46,145 Minuten die Bestzeit vor David Coulthard im McLaren-Mercedes und dem Ferrari von Eddie Irvine.
Am Samstag, dem zweiten freien Training konnte sich dann Mika Häkkinen im zweiten McLaren mit einer Zeit 1:44,134 Minuten die Bestzeit vor Schumacher und Hill sichern.

### Qualifying
Hill sicherte sich mit einer Zeit von 1:43,912 Minuten die siebte Pole-Position der Saison vor Berger und Schumacher. Lavaggi scheiterte bei seiner Rückkehr an der 107-Prozent-Regel und konnte sich nicht für das Rennen qualifizieren.

### Warm Up
Die Fahrer gingen am Sonntagmorgen zu einer 30-minütigen Aufwärmsitzung auf die Strecke. Die beiden McLaren Häkkinen, gefolgt von Coulthard waren die Schnellsten vor Hill.

### Rennen
Beim Start hatte Hill einen schlechten Start und wurde von Berger und Alesi überholt. Am Ende der ersten Runde führte der Österreicher das Rennen vor seinem Teamkollegen Alesi, Hill, Schumacher, Coulthard, Villeneuve und Häkkinen an. Die ersten drei konnten sich im Verlauf des Rennens vom Rest des Feldes absetzen.
Hill tankte in der 16. Runde zum ersten Mal nach und übernahm dann die Führung, als die Benetton-Fahrer ihre Boxenstopps einlegten. Zu dieser Zeit fuhr Hill die schnellste Runden und als er nach seinem zweiten Stopp wieder auf die Strecke kam, lag er vor Alesi, allerdings immer noch hinter Berger. Der österreichische Fahrer schien in der Lage zu sein das Rennen zu gewinnen, doch drei Runden vor Schluss schied er mit einem Motorschaden aus.
Hill holte sich somit seinen siebten Saisonsieg vor Alesi und Villeneuve. Die restlichen Punkteplatzierungen belegten Schumacher als Vierter, Coulthard als Fünfter und Rubens Barrichello auf Platz 6.
Hill sicherte sich zudem mit 1:46,504 Minuten die schnellste Rennrunde.
In der Fahrerwertung blieben die beiden Williams-Fahrer Hill und Villeneuve vorne, Alesi zog an Schumacher vorbei und war nun Dritter. In der Konstrukteurswertung blieben die ersten drei Positionen unverändert.

## Meldeliste
| Team                        | Nr. | Fahrer                | Chassis        | Motor                 | Reifen |
| --------------------------- | --- | --------------------- | -------------- | --------------------- | ------ |
| Scuderia Ferrari SpA        | 01  | Michael Schumacher    | Ferrari F310   | Ferrari 3.0 V10       | G      |
| Scuderia Ferrari SpA        | 02  | Eddie Irvine          | Ferrari F310   | Ferrari 3.0 V10       | G      |
| Mild Seven Benetton Renault | 03  | Jean Alesi            | Benetton B196  | Renault 3.0 V10       | G      |
| Mild Seven Benetton Renault | 04  | Gerhard Berger        | Benetton B196  | Renault 3.0 V10       | G      |
| Rothmans Williams Renault   | 05  | Damon Hill            | Williams FW18  | Renault 3.0 V10       | G      |
| Rothmans Williams Renault   | 06  | Jacques Villeneuve    | Williams FW18  | Renault 3.0 V10       | G      |
| Marlboro McLaren Mercedes   | 07  | Mika Häkkinen         | McLaren MP4/11 | Mercedes-Benz 3.0 V10 | G      |
| Marlboro McLaren Mercedes   | 08  | David Coulthard       | McLaren MP4/11 | Mercedes-Benz 3.0 V10 | G      |
| Ligier Gauloises Blondes    | 09  | Olivier Panis         | Ligier JS43    | Mugen-Honda 3.0 V10   | G      |
| Ligier Gauloises Blondes    | 10  | Pedro Diniz           | Ligier JS43    | Mugen-Honda 3.0 V10   | G      |
| B&H Total Jordan Peugeot    | 11  | Rubens Barrichello    | Jordan 196     | Peugeot 3.0 V10       | G      |
| B&H Total Jordan Peugeot    | 12  | Martin Brundle        | Jordan 196     | Peugeot 3.0 V10       | G      |
| Red Bull Sauber Ford        | 14  | Johnny Herbert        | Sauber C15     | Ford Zetec-R 3.0 V10  | G      |
| Red Bull Sauber Ford        | 15  | Heinz-Harald Frentzen | Sauber C15     | Ford Zetec-R 3.0 V10  | G      |
| Footwork Hart               | 16  | Ricardo Rosset        | Footwork FA17  | Hart 3.0 V8           | G      |
| Footwork Hart               | 17  | Jos Verstappen        | Footwork FA17  | Hart 3.0 V8           | G      |
| Tyrrell Yamaha              | 18  | Ukyō Katayama         | Tyrrell 024    | Yamaha 3.0 V10        | G      |
| Tyrrell Yamaha              | 19  | Mika Salo             | Tyrrell 024    | Yamaha 3.0 V10        | G      |
| Minardi Team                | 20  | Pedro Lamy            | Minardi M195B  | Ford EDM 3.0 V8       | G      |
| Minardi Team                | 21  | Giovanni Lavaggi      | Minardi M195B  | Ford EDM 3.0 V8       | G      |

## Klassifikationen

### Qualifying
| Pos.                                                                       | Fahrer                | Konstrukteur       | Zeit     | Start |
| -------------------------------------------------------------------------- | --------------------- | ------------------ | -------- | ----- |
| 01                                                                         | Damon Hill            | Williams-Renault   | 1:43,912 | 01    |
| 02                                                                         | Gerhard Berger        | Benetton-Renault   | 1:44,299 | 02    |
| 03                                                                         | Michael Schumacher    | Ferrari            | 1:44,477 | 03    |
| 04                                                                         | Mika Häkkinen         | McLaren-Mercedes   | 1:44,644 | 04    |
| 05                                                                         | Jean Alesi            | Benetton-Renault   | 1:44,670 | 05    |
| 06                                                                         | Jacques Villeneuve    | Williams-Renault   | 1:44,842 | 06    |
| 07                                                                         | David Coulthard       | McLaren-Mercedes   | 1:44,951 | 07    |
| 08                                                                         | Eddie Irvine          | Ferrari            | 1:45,389 | 08    |
| 09                                                                         | Rubens Barrichello    | Jordan-Peugeot     | 1:45,452 | 09    |
| 10                                                                         | Martin Brundle        | Jordan-Peugeot     | 1:45,876 | 10    |
| 11                                                                         | Pedro Diniz           | Ligier-Mugen-Honda | 1:46,575 | 11    |
| 12                                                                         | Olivier Panis         | Ligier-Mugen-Honda | 1:46,746 | 12    |
| 13                                                                         | Heinz-Harald Frentzen | Sauber-Ford        | 1:46,899 | 13    |
| 14                                                                         | Johnny Herbert        | Sauber-Ford        | 1:47,711 | 14    |
| 15                                                                         | Mika Salo             | Tyrrell-Yamaha     | 1:48,139 | 15    |
| 16                                                                         | Ukyō Katayama         | Tyrrell-Yamaha     | 1:48,381 | 16    |
| 17                                                                         | Jos Verstappen        | Footwork-Hart      | 1:48,512 | 17    |
| 18                                                                         | Pedro Lamy            | Minardi-Ford       | 1:49,461 | 18    |
| 19                                                                         | Ricardo Rosset        | Footwork-Hart      | 1:49,551 | 19    |
| 107-Prozent-Zeit: 1:51,186 min (bezogen auf die Bestzeit von 1:43,912 min) |                       |                    |          |       |
| DNQ                                                                        | Giovanni Lavaggi      | Minardi-Ford       | 1:51,357 | –     |

### Rennen
| Pos. | Fahrer                | Konstrukteur       | Runden | Stopps | Zeit        | Start | Schnellste Runde |
| ---- | --------------------- | ------------------ | ------ | ------ | ----------- | ----- | ---------------- |
| 01   | Damon Hill            | Williams-Renault   | 45     | 2      | 1:21:43,417 | 01    | 1:46,504 (26.)   |
| 02   | Jean Alesi            | Benetton-Renault   | 45     | 1      | + 11,452    | 05    | 1:47,643 (03.)   |
| 03   | Jacques Villeneuve    | Williams-Renault   | 45     | 1      | + 33,926    | 06    | 1:47,903 (25.)   |
| 04   | Michael Schumacher    | Ferrari            | 45     | 1      | + 41,517    | 03    | 1:48,612 (11.)   |
| 05   | David Coulthard       | McLaren-Mercedes   | 45     | 2      | + 42,196    | 07    | 1:47,856 (31.)   |
| 06   | Rubens Barrichello    | Jordan-Peugeot     | 45     | 1      | + 1:42,099  | 09    | 1:49,559 (26.)   |
| 07   | Olivier Panis         | Ligier-Mugen-Honda | 45     | 2      | + 1:43,912  | 12    | 1:48,288 (06.)   |
| 08   | Heinz-Harald Frentzen | Sauber-Ford        | 44     | 2      | + 1 Runde   | 13    | 1:49,773 (34.)   |
| 09   | Mika Salo             | Tyrrell-Yamaha     | 44     | 1      | + 1 Runde   | 15    | 1:50,553 (25.)   |
| 10   | Martin Brundle        | Jordan-Peugeot     | 44     | 1      | + 1 Runde   | 10    | 1:49,176 (24.)   |
| 11   | Ricardo Rosset        | Footwork-Hart      | 44     | 1      | + 1 Runde   | 19    | 1:51,702 (05.)   |
| 12   | Pedro Lamy            | Minardi-Ford       | 43     | 2      | + 2 Runden  | 18    | 1:51,654 (06.)   |
| 13   | Gerhard Berger        | Benetton-Renault   | 42     | 1      | DNF         | 02    | 1:47,682 (22.)   |
| –    | Eddie Irvine          | Ferrari            | 34     | 2      | DNF         | 08    | 1:48,336 (08.)   |
| –    | Johnny Herbert        | Sauber-Ford        | 25     | 1      | DNF         | 14    | 1:50,304 (18.)   |
| –    | Pedro Diniz           | Ligier-Mugen-Honda | 19     | 0      | DNF         | 11    | 1:49,625 (06.)   |
| –    | Ukyō Katayama         | Tyrrell-Yamaha     | 19     | 0      | DNF         | 16    | 1:50,569 (19.)   |
| –    | Mika Häkkinen         | McLaren-Mercedes   | 13     | 1      | DNF         | 04    | 1:48,490 (08.)   |
| –    | Jos Verstappen        | Footwork-Hart      | 0      | 0      | DNF         | 17    | –                |

## WM-Stände nach dem Rennen
Die ersten sechs des Rennens bekamen 10, 6, 4, 3, 2 bzw. 1 Punkt(e).

### Fahrerwertung
| Pos. | Fahrer                | Konstrukteur       | Punkte |
| ---- | --------------------- | ------------------ | ------ |
| 01   | Damon Hill            | Williams-Renault   | 73     |
| 02   | Jacques Villeneuve    | Williams-Renault   | 52     |
| 03   | Jean Alesi            | Benetton-Renault   | 31     |
| 04   | Michael Schumacher    | Ferrari            | 29     |
| 05   | David Coulthard       | McLaren-Mercedes   | 18     |
| 06   | Gerhard Berger        | Benetton-Renault   | 16     |
| 07   | Mika Häkkinen         | McLaren-Mercedes   | 16     |
| 08   | Olivier Panis         | Ligier-Mugen-Honda | 11     |
| 09   | Rubens Barrichello    | Jordan-Peugeot     | 11     |
| 10   | Eddie Irvine          | Ferrari            | 9      |
| 11   | Heinz-Harald Frentzen | Sauber-Ford        | 6      |
| 12   | Mika Salo             | Tyrrell-Yamaha     | 5      |

| Pos. | Fahrer               | Konstrukteur       | Punkte |
| ---- | -------------------- | ------------------ | ------ |
| 13   | Johnny Herbert       | Sauber-Ford        | 4      |
| 14   | Martin Brundle       | Jordan-Peugeot     | 3      |
| 15   | Pedro Diniz          | Ligier-Mugen-Honda | 1      |
| 16   | Jos Verstappen       | Footwork-Hart      | 1      |
| 17   | Giancarlo Fisichella | Minardi-Ford       | 0      |
| 18   | Pedro Lamy           | Minardi-Ford       | 0      |
| 19   | Ricardo Rosset       | Footwork-Hart      | 0      |
| 20   | Ukyō Katayama        | Tyrrell-Yamaha     | 0      |
| 21   | Luca Badoer          | Forti-Ford         | 0      |
| 22   | Andrea Montermini    | Forti-Ford         | 0      |
| –    | Tarso Marques        | Minardi-Ford       | 0      |

### Konstrukteurswertung
| Pos. | Konstrukteur       | Punkte |
| ---- | ------------------ | ------ |
| 01   | Williams-Renault   | 125    |
| 02   | Benetton-Renault   | 47     |
| 03   | Ferrari            | 38     |
| 04   | McLaren-Mercedes   | 34     |
| 05   | Jordan-Peugeot     | 14     |
| 06   | Ligier-Mugen-Honda | 12     |

| Pos. | Konstrukteur   | Punkte |
| ---- | -------------- | ------ |
| 07   | Sauber-Ford    | 10     |
| 08   | Tyrrell-Yamaha | 5      |
| 09   | Footwork-Hart  | 1      |
| 10   | Minardi-Ford   | 0      |
| 11   | Forti-Ford     | 0      |